# Franklin Coen
Franklin Coen (* 25. April 1912 in New York City; † 27. Dezember 1990 in Los Angeles, Kalifornien) war ein US-amerikanischer Drehbuchautor.

## Leben
Coen trat ab 1936 als Drehbuchautor in Erscheinung. Bis einschließlich 1974 war er an mehr als 20 Film- und Fernproduktionen beteiligt. Zuletzt legte er zwei Drehbücher zu Blaxploitation-Filmen vor.
1966 waren er und Frank Davis für das Drehbuch zum Film Der Zug in der Kategorie Bestes Originaldrehbuch für den Oscar nominiert.

## Filmografie (Auswahl)
- 1954: Die Nacht der Rache (Four Guns to the Border)
- 1954: Männer, Mädchen und Motoren (Johnny Dark)
- 1955: Der Speer der Rache (Chief Crazy Horse)
- 1955: Metaluna IV antwortet nicht (The Island Earth)
- 1955: El Tigre (Kiss of Fire)
- 1957: Der letzte Akkord (Interlude)
- 1959: Erinnerung einer Nacht (Night of the Quarter Moon)
- 1964: Der Zug (The Train)
- 1966: Alvarez Kelly
- 1972: Visum für die Hölle (Black Gunn)
- 1974: Cash – Halt die Hand auf oder stirb (The Take)